# Vilian
Vilian Lourenço Alves de Sousa, noto semplicemente come Vilian (San Paolo, 11 giugno 1989), è un giocatore di calcio a 5 brasiliano naturalizzato georgiano.

## Carriera
Non avendo mai giocato incontri ufficiali con il Brasile, Vilian ha potuto disputare il campionato europeo 2022 con la Nazionale maschile di calcio a 5 della Georgia, paese di cui ha ricevuto la cittadinanza.

## Palmarès

### Competizioni nazionali
- Campionato brasiliano: 1
Pato: 2019
- Campionato russo: 1
Gazprom Jugra: 2021-22

### Competizioni internazionali
- UEFA Champions League: 1
Palma: 2023-24